# Sirske vojne (274-168pr. n. št.)
Sirske vojne so bile niz šestih vojn med Selevkidskim cesarstvom in Ptolemajskim kraljestvom Egipta, naslednicama imperija Aleksandra Velikega v 3. in 2. stoletju pr. n. št. za regijo, ki se je takrat imenovala Koile-Sirija, eno redkih poti v Egipt. Ti konflikti so izčrpali materialne in človeške vire obeh strani ter privedli do njunega končnega uničenja in osvojitve s strani Rima in Partije. Na kratko so omenjene v svetopisemskih knjigah Makabejcev.

## Kronologija
- prva sirska vojna (274-271 pr. n. št.)
- druga sirska vojna (260-253 pr. n. št.)
- tretja sirska vojna (246-241 pr. n. št.)
- četrta sirska vojna (219-217 pr. n. št.)
- peta sirska vojna (202-195 pr. n. št.)
- šesta sirska vojna (170-168 pr. n. št.)

## Ozadje
V vojnah diadohov po Aleksandrovi smrti je Koile-Sirija sprva prišla pod vladavino Antigona I. Monoftalma. Leta 301 pr. n. št. je Ptolemaj I. Soter, ki se je štiri leta prej okronal za kralja Egipta, izkoristil dogodke okoli bitke pri Ipsu, da bi prevzel nadzor nad regijo. Zmagovalci pri Ipsu pa so Koile-Sirijo dodelili Ptolemajevemu nekdanjemu zavezniku Selevku I. Nikatorju, ustanovitelju Selevkidskega cesarstva. Selevk, ki mu je Ptolemaj pomagal pri vzponu na oblast, ni sprejel nobenih vojaških ukrepov za ponovno pridobitev regije. Ko sta oba umrla, pa so se njuni nasledniki zapletli v vojno.

## Prva sirijska vojna (274–271 pr. n. št.)
Desetletje po začetku vladavine se je Ptolemaj II. soočil z Antiohom I., selevkidskim kraljem, ki je poskušal razširiti posesti svojega imperija v Siriji in Anatoliji. Ptolemaj se je izkazal za močnega vladarja in spretnega generala. Poleg tega je njegova nedavna poroka z njegovo dvorno modro sestro Arsinoe II. Egiptovsko stabilizirala nestabilen egiptovski dvor, kar je Ptolemaju omogočilo uspešno izvedbo kampanje.
Prva sirijska vojna je bila velika zmaga za Ptolemajce. Antioh je v svojem začetnem pohodu zavzel ptolemajske posesti v obalni Siriji in južni Anatoliji. Ptolemaj je ta ozemlja ponovno osvojil do leta 271 pr. n. št., razširivši ptolemajsko vladavino vse do Karije in v večino Kilikije. Ker je bil Ptolemaj osredotočen na vzhod, je njegov polbrat Magas iz Kirene razglasil svojo provinco Kirenaiko za neodvisno. Ostala je neodvisna do leta 250 pr. n. št., ko je bila ponovno vključena v Ptolemajsko kraljestvo: vendar ne preden je sprožila zaporedje ptolemajskih in selevkidskih dvornih spletk, vojne in končno privedla do poroke Antioh II. Teosa in Berenike Sire iz ptolemajske rodbine.

## Druga sirijska vojna (260–253 pr. n. št.)
Antioh II. Teos je nasledil svojega očeta leta 261 pr. n. št. in tako se je začela nova vojna za Sirijo. Dosegel je dogovor s takratnim antigonidskim kraljem v Makedoniji, Antigonom II. Gonatasom, ki je bil prav tako zainteresiran za izgon Ptolemaja II. iz Egejskega morja. S podporo Makedonije je Antioh II. sprožil napad na ptolemajske postojanke v Aziji.
Večina informacij o drugi sirijski vojni je izgubljena. Jasno je, da je Antigonova flota premagala Ptolemajevo v bitki pri Kosu leta 261 pr. n. št., kar je zmanjšalo ptolemajsko pomorsko moč. Zdi se, da je Ptolemaj izgubil ozemlje v Kilikiji, Pamfiliji in Joniji, medtem ko je Antioh ponovno pridobil Milet in Efez. Makedonska vpletenost v vojno se je končala, ko se je Antigon leta 253 pr. n. št. posvetil uporu Korinta in Halkide, ki ga je morda spodbudil Ptolemaj, ter povečanju sovražne dejavnosti ob severni meji Makedonije.
Vojna se je končala okoli leta 253 pr. n. št. s poroko Antioha s Ptolemajevo hčerko, Bereniko Siro. Antioh je zapustil svojo prejšnjo ženo Laodiko in ji prepustil znatno posest. Umrl je v Efezu leta 246 pr. n. št., po nekaterih virih zastrupljen s strani Laodike. Ptolemaj II. je umrl istega leta.

## Tretja sirijska vojna (246–241 pr. n. št.)
Znana tudi kot Laodikejska vojna, se je začela z eno od mnogih nasledstvenih kriz, ki so pestile helenistične države. Antioh II. je zapustil dve ambiciozni materi, svojo bivšo ženo Laodiko in hčerko Ptolemeja II., Bereniko Siro, v tekmovanju, da bi postavili svoja sinova na prestol. Laodika je trdila, da je Antioh na smrtni postelji imenoval njenega sina za dediča, vendar je Berenika trdila, da je njen novorojeni sin zakoniti dedič. Berenika je prosila svojega brata Ptolemeja III., novega ptolemejskega kralja, naj pride v Antiohijo in ji pomaga postaviti njenega sina na prestol. Ko je Ptolemej prispel, sta bila Berenika in njen otrok umorjena.
Ptolemej je leta 246 pr. n. št. napovedal vojno Laodikinega novo okronanemu sinu, Selevku II. in uspešno vodil kampanjo (njegovim silam je morda poveljeval Ksantip iz Lakedemona, znan tudi kot Ksantip iz Kartagine, najemniški general, odgovoren za poraz rimske vojske pri Tunisu/Bagradesu leta 255 pr. n. št.). Dosegel je velike zmage nad Selevkom v Siriji in Anatoliji, za kratek čas zasedel Antiohijo in kot dokazuje nedavno odkritje klinopisa, celo dosegel Babilon. Te zmage so bile okrnjene z izgubo Kikladov proti Antigonu Gonatasu v bitki pri Androsu. Selevk je imel svoje težave. Njegova dominantna mati ga je prosila, naj podeli sovladavino njegovemu mlajšemu bratu, Antiohu Hieraksu ter vladavino nad selevkidskimi ozemlji v Anatoliji. Antioh je takoj razglasil neodvisnost, kar je spodkopalo Selevkova prizadevanja za obrambo pred Ptolemejem.
V zameno za mir leta 241 pr. n. št. je Ptolemej dobil nova ozemlja na severni obali Sirije, vključno s Selevkijo Pierijo, pristaniščem Antiohije. Ptolemejsko kraljestvo je bilo na vrhuncu svoje moči.

## Četrta sirska vojna (219–217 pr. n. št.)
Ob prevzemu selevkidskega prestola leta 223 pr. n. št. si je Antioh III. Veliki (241–187 pr. n. št.) zadal nalogo, da obnovi izgubljene cesarske posesti Selevka I. Nikatorja, ki so se raztezale od grško-baktrijskega kraljestva na vzhodu, Helesponta na severu in Sirije na jugu. Do leta 221 pr. n. št. je ponovno vzpostavil selevkidski nadzor nad Medijo in Perzijo, ki sta bili v uporu. Ambiciozni kralj je obrnil oči proti Siriji in Egiptu.
Egipt je bil močno oslabljen zaradi dvornih spletk in javnih nemirov. Vladavina novo ustoličenega Ptolemeja IV. Filopatorja (vladal 221–204 pr. n. št.) se je začela z umorom kraljice matere Berenike II. Egiptovske. Mladi kralj je hitro padel pod absolutni vpliv cesarskih dvorjanov. Njegovi ministri so svojo absolutno moč uporabljali v lastnem interesu, na veliko žalost ljudstva.
Antioh je poskušal izkoristiti to kaotično situacijo. Po neuspešnem poskusu invazije leta 221 pr. n. št. je končno začel četrto sirsko vojno leta 219 pr. n. št. Ponovno je zavzel Selevkijo Pierijo ter mesta v Feniciji, med njimi Tir. Namesto da bi takoj napadel Egipt, je Antioh čakal v Feniciji več kot eno leto, utrjeval svoja nova ozemlja in poslušal diplomatske predloge ptolemejskega kraljestva.
Medtem je Ptolemejev minister Sosibij začel novačiti in uriti vojsko. Novačil je ne le iz lokalnega grškega prebivalstva, kot so bile običajno helenistične vojske, ampak tudi iz domorodnih Egipčanov, vpisal je vsaj trideset tisoč domačinov kot falangiste. Ta inovacija se je obrestovala, vendar bo sčasoma imela strašne posledice za ptolemejsko stabilnost. Poleti 217 pr. n. št. je Ptolemej v bitki pri Rafiji, največji bitki po bitki pri Ipsu pred več kot osemdesetimi leti, napadel in premagal dolgo odlašajočega Antioha.
Ptolemejeva zmaga je ohranila njegov nadzor nad Koile-Sirijo in šibki kralj ni hotel napredovati globlje v Antiohovo cesarstvo, niti ponovno zavzeti Seleucije Pierie. Ptolemejsko kraljestvo je v naslednjih letih še naprej slabelo, saj so ga pestile gospodarske težave in upori. Med domačimi Egipčani, ki so se borili pri Rafiji, se je razvil domoljubni sentiment. Samozavestni, dobro usposobljeni, a zamerljivi do Ptolemejske dinastije, so se odcepili od Ptolemeja v tako imenovanem "Egipčanskem uporu" in ustanovili lastno kraljestvo v Zgornjem Egiptu, ki so ga Ptolemejci dokončno ponovno osvojili šele okoli leta 185 pr. n. št.

## Peta sirska vojna (202–195 pr. n. št.)
Smrti Ptolemeja IV. leta 204 pr. n. št. je sledil krvav konflikt glede regentstva, saj je bil njegov dedič, Ptolemej V. še otrok. Konflikt se je začel z umorom žene in sestre mrtvega kralja Arsinoje III. s strani ministrov Agatokla in Sosibija. Usoda Sosibija je nejasna, vendar se zdi, da je Agatokles nekaj časa držal regentstvo, dokler ga ni linčala nestanovitna aleksandrijska drhal. Regentstvo je prehajalo iz enega svetovalca na drugega, kraljestvo pa je bilo v stanju skorajšnje anarhije.
Antioh III. Veliki je, da bi izkoristil to zmedo, izvedel drugo invazijo na Coleo-sirijo. Prepričal je Filipa V. Makedonskega, da se pridruži vojni in osvoji ptolemejska ozemlja v Mali Aziji – dejanja, ki so privedla do Druge makedonske vojne med Makedonijo in Rimljani. Antioh je hitro preplavil regijo. Po kratkem neuspehu pri Gazi je Ptolemejcem zadal uničujoč udarec v bitki pri Paniju blizu izvira reke Jordan, s čimer si je prislužil pomembno pristanišče Sidon.
Leta 200 pr. n. št. so rimski odposlanci prišli k Filipu in Antiohu in zahtevali, naj se vzdržita invazije na Egipt. Rimljani niso trpeli motenj pri uvozu žita iz Egipta, ki je bil ključen za preživljanje ogromnega prebivalstva v antični Italiji. Ker noben monarh ni načrtoval invazije na sam Egipt, sta se prostovoljno strinjala z rimskimi zahtevami. Antioh je dokončal podreditev Coleo-sirije leta 198 pr. n. št. in nadaljeval z napadi na Ptolemejeve preostale obalne trdnjave v Kariji in Kilikiji.
Težave doma so Ptolemeja privedle do hitrega in neugodnega zaključka. Nativistično gibanje, ki se je začelo pred vojno z egipčanskim uporom in se razširilo s podporo egipčanskih duhovnikov, je povzročilo nemire in upor po vsem kraljestvu. Gospodarske težave so ptolemejsko vlado privedle do povečanja davkov, kar je posledično podžgalo nacionalistični ogenj. Da bi se osredotočil na domačo fronto, je Ptolemej V. leta 195 pr. n. št. podpisal spravni sporazum z Antiohom, s čimer je selevkidskemu kralju prepustil Coleo-sirijo in se strinjal, da se bo poročil z Antiohovo hčerko Kleopatro I..

## Šesta sirska vojna (170–168 pr. n. št.)

### Ozadje (195–170 pr. n. št.)
Selevkidi si niso preveč želeli zaplesti v novo vojno s Ptolemejci. Po izgubi rimsko-selevkidske vojne so bili prisiljeni plačati ogromno odškodnino, ki jim jo je Rimska republika naložila z Apamejskim sporazumom leta 188 pr. n. št. Že so nadzorovali Coleo-sirijo in so bili zaposleni z obrambo pred naraščajočim Partskim cesarstvom na vzhodu.
Notranji spori in upori so sčasoma oslabili Ptolemejce. Zlasti je upadla moč monarhije, povečal pa se je vpliv aristokratov visokega položaja v Aleksandriji, pa tudi moč egipčanskih nativističnih gibanj. Zdelo se je, da Ptolemej V. morda namerava zbrati sredstva za financiranje poskusa ponovne pridobitve Coleo-sirije, vendar je nepričakovano umrl leta 180 pr. n. št.; v paranoičnem ozračju tistega časa so mnogi domnevali, da je bil zastrupljen, morda s strani dvorjanov, ki so si želeli ohraniti mir in se izogniti davkom ali dajatvam za financiranje vojne ali ker so imeli raje mladega kralja in regenta, ki bi ga bilo lažje manipulirati. Kleopatra, regentka, je podpirala mirovno frakcijo na dvoru, bodisi ker se je strinjala, da vojna nima smisla, bodisi zaradi trajnih zvestob selevkidski kraljevi družini, iz katere je izvirala. Kleopatra I. je umrla leta 176 pr. n. št., vendar je bil njen najstarejši sin Ptolemaj VI. Filometor star šele 10 let, kar je zahtevalo nadaljevanje regentstva. Evlaj in Lenaj, evnuh in suženj, sta postala dva regenta mladega egipčanskega kralja, verjetno kot kompromis med ustreznimi egipčanskimi frakcijami, ki niso mogle prenesti, da bi na prestolu videli tekmeca, ki bi morda imel podporo in rod, da bi si ga sami prisvojili. Pod regentoma se je mladi Ptolemaj VI. poročil s svojo sestro Kleopatro II. in razglašena je bila za sovladarico.

### Šesta vojna
Vzroki novega konflikta so nejasni. Odnosi med obema silama so se poslabšali, saj sta obe poslali odposlance v Rim (takrat je ta obtičal v tretji makedonski vojni), ki so prosili za vojaško podporo proti drugi, še preden se je vojna sploh začela. Leta 170 pr. n. št. je bil Ptolemajev mlajši brat Ptolemaj VIII. Everget razglašen tudi za sovladarja, da bi okrepil enotnost Egipta; trije sorojenci so bili stari od 10 do 16 let. Čeprav vzroki še vedno niso povsem jasni, sta ptolemajska regenta Evlaj in Lenaj očitno sprožila formalno napoved vojne selevkidskemu vladarju Antiohu IV. Epifanu. To je bilo morda iz želje po iskanju simbola enotnosti, okoli katerega bi se država zbrala, morda zaradi političnih pridobitev v provojni frakciji in verjetno pod vplivom velikega nerazumevanja, kako enostavno bi bilo zmagati v takšni vojni. Antioh IV. je dobil novico o egipčanskih pripravah na vojno in je bil v Tiru julija in avgusta 170 pr. n. št., kjer je pripravljal svoje sile, in je novembra 170 pr. n. št. dosegel pomembno strateško mesto Peluzij. Ravno ko se je ptolemajska vojska premaknila iz Peluzija, da bi začela invazijo na Koile-Sirijo, so Selevkidi premagali ptolemajsko vojsko v Sinajski puščavi, morda zaradi egipčanskega presenečenja, da so bili Selevkidi takoj pripravljeni na boj. Ptolemajske izgube so se povečale, ko so se umaknili v Peluzij, vendar je Peluzij hitro padel z malo izgubami življenj in predajo ptolemajske vojske. Peluzij je bil prehod v preostali Egipt; z njim pod nadzorom so bile selevkidske oskrbovalne poti varne, Egipt pa je bil v veliki nevarnosti. Antioh je zavzel Naukratis in se utaboril blizu Aleksandrije, kar je potencialno grozilo z obleganjem.
Egipčani so trpeli zaradi notranjih nemirov zaradi slabega napredka vojne: Evlaj in Lenaj sta bila strmoglavljena in zamenjana z dvema novima regentoma, Komanom in Kinejem. Poslani so bili odposlanci za pogajanja o mirovni pogodbi. Antioh je vzel Ptolemaja VI. (ki je bil njegov nečak) pod svoje varstvo, morda z namenom, da bi Egipt postal odvisna država podrejena selevkidski moči. Arheološki zapisi kažejo, da je celo Tebe v južnem delu Egipta oktobra 169 pr. n. št. zasedla tuja vojska (zagotovo Selevkidi). Vendar pa je bila ta okupacija nesprejemljiva za prebivalce Aleksandrije, ki so se odzvali z razglasitvijo Ptolemaja VIII. Evergeta-Fizikon za edinega kralja. Antioh je oblegal Aleksandrijo, vendar ni mogel prekiniti komunikacij z mestom, zato je pozno jeseni 169 umaknil svojo vojsko, pri čemer je Ptolemaj VI. ostal kot rivalski kralj v Memfisu. Antioh se je verjetno umaknil, da bi se doma ukvarjal s težavami v Feniciji.
V Antiohovi odsotnosti sta se Ptolemaj VI. in njegov brat Ptolemaj Fizkon spravila, verjetno po kratkem državljanskem boju. Antioh, jezen zaradi izgube nadzora nad kraljem, je ponovno napadel leta 168 pr. n. št. Egipčani so poslali v Rim prošnjo za pomoč in senat je poslal Gaja Popilija Lenasa v Aleksandrijo .Medtem je selevkidska flota zavzela Ciper, Antiohova vojska pa je ponovno zavzela Memfis. Med bivanjem v Memfisu je celo izdal uradni odlok kot egipčanski kralj. Ptolemejske vojske niso ponudile večjih bitk na terenu, ampak so ostale utrjene v garnizonih. Antioh je bil zdaj pripravljen ponovno napasti prestolnico Aleksandrijo. V Eleuzisu, na obrobju Aleksandrije, je srečal Popilija Laenasa, s katerim je bil prijatelj med svojim bivanjem v Rimu. Toda namesto prijateljskega sprejema je Popilij kralju ponudil ultimat rimskega senata: takoj mora evakuirati Egipt in Ciper. Rimljani so šele pred kratkim premagali Makedonce v bitki pri Pidni, kar bi lahko sprostilo vojske, s katerimi bi lahko verodostojno ogrozili Selevkide. Antioh je prosil za čas za premislek, toda Popilij je s svojo palico narisal krog okoli njega v pesku in mu rekel, naj se odloči, preden stopi iz njega. Antioh se je odločil ubogati rimski ultimat, da bi se izognil novi rimsko-selevkidski vojni, umik, ki ga je Polibij opisal kot osebno ponižujočega za Antioha. "Dan Eleuzisa" je končal šesto sirsko vojno in Antiohove upanje na osvojitev egipčanskega ozemlja. Kljub temu so bili Ptolemejci močno oslabljeni zaradi vojne in konflikta med Ptolemejem VI. in VIII. Upornik po imenu Dioniz Petrosarapis bi poskušal izkoristiti sovražnost med bratoma Ptolemejema in začel vrsto uporov od 168–164 pr. n. št.

## Intervencija Ptolemeja VI. v selevkidskih dinastičnih vojnah
Čeprav se običajno ne uvršča med "sedmo sirsko vojno", sta se Ptolemejci in del Selevkidov ponovno spopadla leta 145 pr. n. št. Selevkidsko cesarstvo je začelo propadati zaradi notranjih nemirov leta 152 pr. n. št., ko so Rimljani in Pergamonsko kraljestvo, ki sta si prizadevali destabilizirati in oslabiti Sirijo, spodbudili selevkida Aleksandra Balasa, da je sovražno zahteval prestol proti selevkidskemu kralju Demetriju I. Soterju. Aleksandrovi zavezniki so ga financirali in najeli plačance v njegovem imenu in uspel je pridobiti zvestobo tistih v Siriji, ki niso marali Demetrija, kot je judovski vojaški vodja Jonatan Apfus. Aleksander je na koncu zmagal v državljanski vojni, kar je bil diplomatski udar za Ptolemeja VI., ki je videl sposobnega, ambicioznega in sovražnega selevkidskega tekmeca v Demetriju, zamenjanega z oportunistom v Balasu. Hči Ptolemeja VI., Kleopatra Tea, se je poročila z Aleksandrom Balasom kot znak prijateljstva.
Vendar ta mir ni trajal. Demetrij II. Nikator, sin Demetrija I., je poskušal strmoglaviti Balasa, ki si je pridobil sloves šibkega vladarja (zasluženo ali ne). Državljanska vojna se je nadaljevala in egipčanske sile so se zbrale na meji okoli leta 147 pr. n. št., pripravljene posredovati v selevkidski državljanski vojni. Z Aleksandrovim dovoljenjem so zasedle velik del obalne Koile-Sirije, s sodelovanjem Aleksandrovih judovskih zaveznikov, ki so se razširili in prevzeli več judovskih hribov in notranjosti. Ko je Ptolemej VI. marširal proti severu, je zamenjal stran in zahteval, da mu zet preda njegovega glavnega ministra zaradi verjetno ponarejenih obtožb. Domnevno je Demetrij II. ponudil legalizacijo ptolemajske vladavine v Coleo-siriji, če bi prešel na pomoč njegovi frakciji. Ptolemej VI. je zdaj korakal proti Antiohiji; Aleksander je zapustil mesto, očitno mu ni bila všeč njegova možnost v obleganju. Ptolemej VI. je zdaj vladal iz same Sirije, z Demetrijem II. kot lutko; Kleopatra Tea se je ponovno poročila z novim kraljem. Zvesti privrženci Aleksandra Balasa so nadlegovali podeželje zunaj Antiohije. Sčasoma je Ptolemej VI. zbral svoje sile in ptolemajsko-demetrijska koalicija se mu je odpravila naproti ob bližnji reki. Sledila je bitka pri Oenoparu. Aleksandrova vojska je bila poražena in bil je prisiljen pobegniti k svojim nabatejskim (arabskim) zaveznikom, kjer sta ga umorila dva njegova lastna moža. Ptolemej VI. je umrl zaradi ran. Nepričakovani zmagovalec je bil tako Demetrij II., ki se je, ko je bil ptolemajski kralj mrtev in so bili Selevkidi na kratko združeni, obrnil proti svojim nekdanjim egipčanskim zaveznikom in uspel pregnati ptolemajske okupacijske sile iz Coleo-sirije.